# 丁得恩
鄭得恩あるいは丁得恩（チョン・ドゥクン、정득은）は、韓国の女性宗教家。李龍道、黄国柱の影響を受けた、混淫派の先駆者の一人。韓国におけるキリスト教系新宗教の先駆けとなった。
平壌の心霊集団にいたが啓示を受けて南に渡り、1953年ソウルの三角山（北漢山）に「聖心祈祷院」を開いた。自身を「大聖母 (대성모)」と呼び、神の血統を持つとした。聖なる血を分けるとして三人の弟子と性交を行い、さらにその弟子が女性と性交することで「血分け」がされていった。丁得恩から血分けを受けた人物に朴泰善や文鮮明がいる。丁得恩の『生の原理 (생의 원리)』は『原理講論』への影響が指摘されている。世界基督教統一神霊協会の公式文書では「朴雲女」（パク・ウンニョ）の偽名で知られる。

## 参考資料
- 『韓国の宗教団体の実態調査研究』（国際宗教問題研究所, 2000）